# Рубаї Омара Хаяма
Рубаї Омара Хаяма — рубаї авторства середньовічного перського поета Омара Хаяма.

## Особливості рубаїв Омара Хаяма
Жанр «рубаї» був надзвичайно популярним у східній літературі, але саме Хаям надав йому художньої досконалої форми. Давні переписувачі вільно поєднували вірші майстра із чотиривіршами інших поетів. Тому сталася плутанина, унаслідок якої йому було приписано близько двох тисяч поезій. Проте лише за сотнею з них фахівці твердо визнали авторство Хаяма.
Відокремити твори Хаяма з-поміж інших ученим допоміг особливий стиль автора. Для рубаї Хаяма характерно повторне поєднання сили почуттів зі сміливістю думки, масштабності порушених філософських проблем із вигостреною афористичністю поетичної мови. За приклад можна взяти знаменитий чотиривірш, у якому поет говорить про цінність людяності:
```
Недоброзичливість ніколи не могла

Узяти верх: до злих вертались їх діла.

Я зичу благ тобі - ти зла мені бажаєш:

Ти благ не діждешся, я не побачу зла!

                                     
Омар Хаям
```

Та чи не найістотнішим «показником» приналежності тих чи тих рубаї Хаямові є їхня тематично-змістова відповідність світовідчуттю поета — своєрідному, неоднозначному, чутливому до парадоксів життя. На позір це світовідчуття забарвлене радісним настроєм:
```
Хай кожна мить, що в вічність промайне,

Тебе вщасливлює, бо головне,

Що нам дається тут, - життя: пильнуй же!

Як ти захочеш, так воно й мине.

                                      
Омар Хаям
```

## Основні теми у рубаях Омара Хаяма
Побіжно читаючи подібні вірші, можна уявити поета таким собі життєрадісним «веселуном», який оспівує вино, кохання й молодість. Та варто лише замислитися, і Хаям постає перед нами глибоким філософом. У чому сенс життя? Що таке смерть? Чому Господь створив людину смертною, а світ — недосконалим? Чому в суспільстві панують несправедливі закони? Що потрібно людині, щоб почуватися щасливою? На що здатен її розум? У чому полягає мудрість? Власне, такі запитання і є потужним підмурівком художнього світу східного митця.
Прагнучи осягнути найважливіші явища буття, Хаям не завжди знаходить відповіді. Так, розмірковуючи про істинні життєві цінності, він упевнено радить учитися відокремлювати справжні коштовності від дешевих підробок. Однак коли йдеться про таємниці світобудови, поет з гіркотою визнає, що людський розум не здатен розгадати її головних загадок. Говорячи про себе, «найученіший муж століття» іронізує:
```
Хоч землю я пройшов і в мандрах натомився,

Але від того світ на краще не змінився.

Я радий і тому, що на шляху важкому,

Не знавши радості, я дуже й не журився.

                                      
Омар Хаям
```

Іронічні зауваження Хаяма, так само, як і його пристрасні запитання та заклики насолоджуватися швидкоплинним життям, пройняті духом протесту. Поет не міг прийняти незбагненності законів Усесвіту, які прирікають людину на страждання і смерть. Він вірив, що людина вершинне творіння Бога, а тому гідна щасливої долі. В одному зі своїх рубаї Хаям проголошує:
```
Хіба у Всесвіті найкращий твір - не ми?

В очах у розуму зіниця й зір - не ми?

Це коло Всесвіту скидається на перстень,

А камінь, що горить ясніш од зір, - це ми.

                                    
Омар Хаям
```